# Luisa Isabel de Curlandia
Luisa Isabel de Curlandia (en alemán, Luise Elisabeth von Kurland; Mitau, 12 de agosto de 1646-Weferlingen, 16 de diciembre de 1690) fue una princesa de Curlandia de la familia Kettler por nacimiento y landgravina de Hesse-Homburg por matrimonio.

## Biografía
Luisa Isabel era una hija del duque Jacobo de Curlandia y Semigalia (1610-1662) de su matrimonio con Luisa Carlota (1617-1676), hija mayor del elector Jorge Guillermo de Brandeburgo.
El 23 de octubre de 1670 se casó en Cölln (Berlín) con el posterior landgrave Federico II de Hesse-Homburg, el famoso Príncipe de Homburg. Federico se había convertido a la fe calvinista con motivo del matrimonio. Esta conversión lo llevó a estrechar relaciones con las casas principescas de Brandeburgo y Hesse-Kassel, que también eran calvinistas. María Amalia, hermana de Luisa Isabel, contrajo matrimonio con el landgrave Carlos I de Hesse-Kassel en 1673. Luisa Isabel era una sobrina del elector Federico Guillermo de Brandeburgo. Esta relación permitió a Federico alistarse al Ejército prusiano, llegando a ser comandante de todas las tropas del Electorado en solo dos años, en 1672.
La calvinista Luisa Isabel jugó un significativo papel en el asentamiento de hugonotes y valdenses desplazados en Friedrichsdorf y Dornholzhausen, así como en la formación de las congregaciones calvinistas en Weferlingen y Homburg.

## Descendencia
- Carlota (1672-1738), desposó en 1694 al duque Juan Ernesto III de Sajonia-Weimar (1664-1707).
- Federico III Jaime (1673-1746), landgrave de Hesse-Homburg. Desposó:
  1. en 1700 a la princesa Isabel Dorotea de Hesse-Darmstadt (1676-1721).
  2. en 1728 a la princesa Cristiana Carlota de Nassau-Ottweiler (1685-1761).
- Carlos Cristián (1674-1695), fallecido durante el asedio de Namur.
- Eduviges Luisa (1675-1760), desposó en 1718 al conde Adán Federico de Schlieben (1677-1752).
- Felipe (1676-1703), fallecido en la batalla de Speyerbach.
- Guillermina María (1678-1770), desposó en 1711 al conde Antonio II de Aldenburg (1681-1738).
- Leonor Margarita (1679-1763).
- Isabel Francisca (1681-1707), desposó en 1702 al príncipe Federico Guillermo Adolfo de Nassau-Siegen (1680-1722).
- Juana Ernestina (1682-1698).
- Fernando (1683-1683).
- Carlos Fernando (1684-1688).
- Casimiro Guillermo (1690-1726), desposó en 1722 a la condesa Cristina Carlota de Solms-Braunfels (1690-1751).